# Захаров, Николай Иванович (Герой Социалистического Труда)
Николай Иванович Захаров (1929—2002) — советский работник сельского хозяйства, Герой Социалистического Труда.

## Биография
Родился 20 сентября 1929 года в селе Старые Челны Октябрьского района Татарской АССР в крестьянской семье.
Во время Великой Отечественной войны закончил семь лет школы и начал работать в колхозе, помогая взрослым на полях и фермах. После войны отслужил в Советской армии и после демобилизации поступил на курсы трактористов в Бугульминское СПТУ, по окончании которого трудился на полях родного колхоза. Затем Николаю Ивановичу предложили возглавить отстававшую свиноводческую ферму, за что он взялся со всей ответственностью. А когда колхоз «Борьба» вошел, вследствие укрупнения, в состав нового хозяйства — колхоза имени Синдрякова, Захаров принял под своё начало уже укрупненную свиноферму. В районных и республиканских сводках колхоз держался на лидирующих позициях по сдаче государству мяса, а план VIII пятилетки (1966—1970) по сдаче государству животноводческих продуктов был перевыполнен, за что Николаю Ивановичу Захарову было присвоено звание Героя Социалистического Труда.
В последующие годы он работал председателем Старочелнинского сельского Совета народных депутатов, заместителем председателя колхоза имени Синдрякова. Занимался общественной деятельностью — избирался депутатом Октябрьского районного Совета народных депутатов. Затем вышел на пенсию.
Умер в 2002 году.

## Награды
- 8 апреля 1971 года Н. И. Захарову было присвоено звание Героя Социалистического Труда с вручением ордена Ленина.
- Также был награждён медалями.

## Память
- Именем Героя названа одна из улиц города Нурлат.[2]